# بوگداشا
بوگداشا (به مجاری:  Bogdása) یک منطقهٔ مسکونی در مجارستان است که در ناحیه شیه واقع شده‌است.